# Sāsān Sarā
Sāsān Sarā (persiska: ساسان سرا) är en ort i Iran.   Den ligger i provinsen Gilan, i den nordvästra delen av landet, 290 km nordväst om huvudstaden Teheran. Sāsān Sarā ligger 3 meter över havet och antalet invånare är 450.
Terrängen runt Sāsān Sarā är platt åt nordost, men åt sydväst är den kuperad.Runt Sāsān Sarā är det tätbefolkat, med 493 invånare per kvadratkilometer. Närmaste större samhälle är Reẕvānshahr, 2,4 km väster om Sāsān Sarā. I omgivningarna runt Sāsān Sarā växer i huvudsak blandskog.